# Myospila brunettiana
Myospila brunettiana är en tvåvingeart som först beskrevs av Günther Enderlein 1927.  Myospila brunettiana ingår i släktet Myospila och familjen husflugor. Inga underarter finns listade i Catalogue of Life.